# NGC 3999
NGC 3999 este o galaxie lenticulară aflată în constelația Leu. A fost descoperită în 1878 de către astronomul irlandez Lawrence Parsons.
Viteza sa în comparație cu radiație cosmică de fond este de 4460 ± 22 km/s, ce corespunde, conform Legii lui Hubble, la 65,8 ± 4,6 mpc (aproximativ 215 milioane de ani lumină).